# Cape Lambert (Neuseeland)
Cape Lambert ist ein Kap im Marlborough District auf der Südinsel von Neuseeland.

## Geographie
Cape Lambert befindet sich rund 38 km nordöstlich von Picton und rund 56 km nordwestlich von Wellington, am nördlichen Ende einer rund 5 km langen Landzunge, die die Bucht Te Anamāhanga/Port Gore im Nordwesten begrenzt.
Das Kap bildet zusammen mit dem rund 6,8 km östlich davon liegenden Cape Jackson den Eingang zu der rund 10 km tief in die Halbinsel hineinragende Bucht Te Anamāhanga/Port Gore.
Cape Lambert ist über Landwege nicht zu erreichen.